# Nivernés

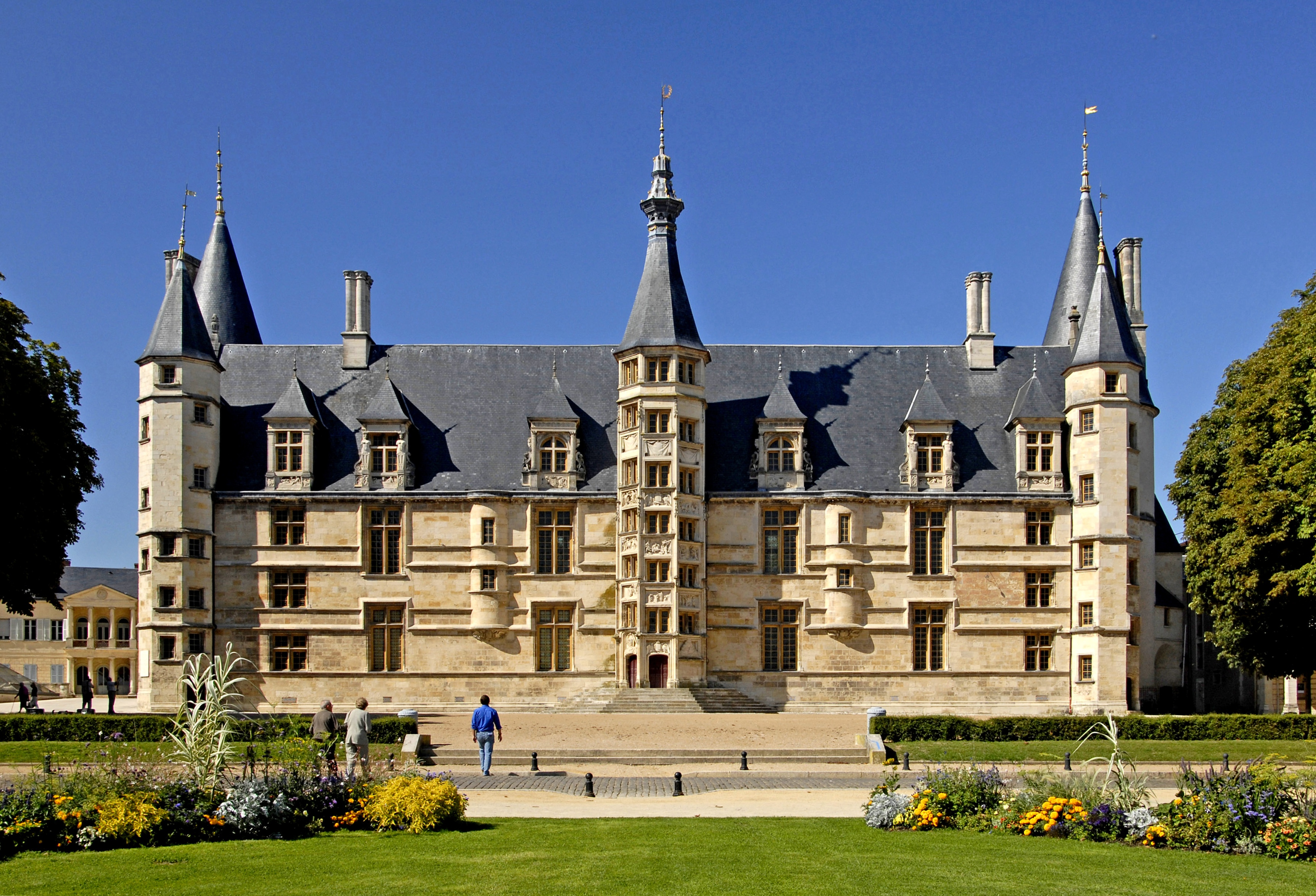
Palacio ducal de Nevers.

El Nivernés, Nivernois o Nivernais (en francés), fue una antigua provincia de Francia, que corresponde en gran parte desde 1790 al departamento de Nièvre. Su capital histórica era Nevers, que dio nombre a la provincia. Limitaba al norte con el Orleanesado, y al sur con el Borbonés, al oeste con el Berry y al este con Borgoña. Sus ciudades principales eran Nevers, Pouilly, Cosne, Clamecy, Vézelay, Château-Chinon, Decize y Donzy.

## Historia
La región pertenecía al territorio galo de los heduos y, después de la conquista romana, fue incorporada a la Galia Lugdunense por el emperador Augusto en el año 27 a. C. Tras las divisiones de la provincia efectuadas por Diocleciano y Constantino, en el siglo IV el Nivernais formó parte de la Galia Lugdunense primera.
En el siglo V era parte de los reinos burgundios, y en 517 el obispo de Nevers fue uno de los obispos que asistieron al concilio de Epaone convocado por el rey Sigismundo de Burgundia. Cuando los hijos del rey franco Clodoveo conquistaron Burgundia y se la repartieron en 534, la región que corresponde al Nivernais pasó a depender del reino de Francia. Durante la primera mitad del siglo VIII, la región dependió exclusivamente del poder eclesiástico local. Dos obispos de Auxerre crearon un potente dominio con gran autonomía, que cubría los antiguos pagi de Orleans, Nevers, Tonnerre, Avallon y Troyes hasta que en la década de 740 el rey merovingio Pipino el Breve se apoderase de la región.
En la Alta Edad Media el territorio que corresponderá aproximadamente al Nivernés fue donado, junto con algunos condados del oeste de Borgoña, por el emperador Ludovico Pio (778-840) a su hijo Pipino (797-838) en 817, rey de Aquitania. Esta donación era parte de un desastroso reparto del imperio carolingio que provocó la revuelta de los hermanos de Pipino y casi treinta años de guerras hasta que se lograse el reparto definitivo del imperio en el Tratado de Verdún en 843. El futuro Nivernés quedó integrado en la Francia Occidentalis del rey Carlos el Calvo, pero según avanzaba la descomposición del reino de Francia bajo el avance del feudalismo, el Nivernés entró en la órbita del ducado de Borgoña a principios del siglo X.
La región comprendía los condados de Nevers, de Auxerre y de Tonnerre, hasta que en 992 se fundara la primera casa de los condes de Nevers, Auxerre y Tonnerre. El nacimiento de este condado bajo los auspicios de la casa de Nevers hizo que el Nivernés se alejara de Borgoña y pasara a depender de la autoridad real. El dominio de cada condado dio sin embargo lugar a numerosas disputas sucesorias y no es hasta principios del siglo XIII cuando fueron reunidos permanentemente por la condesa Matilde de Courtenay (1188-1257). En 1505, en el reinado de Francisco I de Francia (1494-1547), el condado es transmitido al duque de Clèves, y en 1538 es elevado al rango de ducado. En los siglos XIV y XV la población del Nivernés se redujo drásticamente como consecuencia de la plagas, la peste negra y las devastaciones causadas por la Guerra de los Cien Años.
En los siglos XVII y XVIII, los duques del Nivernois o Nivernais se distinguieron por su gusto por las letras y participaron de la Ilustración. En 1790, con la supresión de las antiguas provincias y la creación de los departamentos, la administración de la Revolución francesa creó el departamento de Nièvre sobre la casi totalidad del ducado de Nivernais.
El Nivernés tenía su administración militar, financiera y judicial. Pertenecía a la jurisdicción del parlamento de París, que debía ajustarse al derecho consuetudinario escrito de la región. La provincia tuvo su propia ceca que se remontaba a los tiempos de Carlos el Calvo (823-877).